# 3i Infrastructure
3i Infrastructure plc — закрытая инвестиционная компания, инвестирует в инфраструктурные компании и активы. Компания занимается инвестициями преимущественно на рынках Европы, Северной Америки и Азии. Акции компании включены в базу расчёта фондового индекса FTSE 250.

## История
Компания была основана в 2007 году. В марте 2007 года акции компании были размещены на Лондонской фондовой бирже. По результатам размещения компания смогла выручить за продаваемые акции 700 млн фунтов стерлингов.

## Деятельность
По состоянию на 31 марта 2010 года компания владела 14 активами, среди которых: Anglian Water Group Limited, Viridian, NGW Arqiva, TDF, Thames Water, Oystercatcher и 3i India Infrastructure Fund.
В январе 2010 года компания приобрела 49,9 % акций компании Elgin Infrastructure Limited.